# 韩进洛
韩进洛（？—？），济北郡（郡治卢县，今山东省聊城市茌平区）人，隋末民变济北起义领袖。
隋炀帝大业九年（613年）隋炀帝第二次东征高句丽。春二月十五，在隋末农民起义高潮中，济北郡人韩进洛聚众数万反隋，攻掠城邑。五月甄宝车也在济北郡聚众反隋。